# アブドゥッラー3世・アッ＝サバーハ
アブドゥッラー3世・アッ＝サーリム・アッ＝サバーハ（アラビア語: صباح الثالث السالم الصباح, ラテン文字転写: ʿAbd Allāh al-Thalith as-Sālim as-Sabāh、1895年 - 1965年11月24日）は、第11代クウェート首長（在位：1950年1月29日 - 1961年6月19日）、サバーハ家当主。歴代首長にアブドゥッラーという人物が2名いるのでアブドゥッラー3世とも呼ばれる。子に第14代首長サアドがいる。

## 生涯
第9代首長サーリムの子。従兄弟のアフマド首長より首長位を継承した。1951年にはクウェート石油により、海水蒸留工場が建設される。1953年には原油生産量がサウジアラビアを抜いて首位となる。潤沢な財源の下、政府自ら海水蒸留工場を建設し、クウェートの水資源供給を国営とした。先代に引き続き教育事業を推進し、1954年には革命間もないエジプトより教育専門家を招聘し、その示唆により1955年には6歳から18歳まで小・中・高校による四・四・四制度を施行した。
1958年には国境を接するイラクで革命が起こり、ファイサル2世らが殺害され、アブドルカリーム・カーシム准将が共和国を建国した。イラクは次第に反英・親ソ化し、親英王制ではなりを潜めていたイラクのナショナリストが主張してきた、クウェートはオスマン帝国のバスラ総督府の一州であったことを根拠としたクウェート併合要求が蒸し返されることとなる。
1961年にはルピーからクウェート・ディナールに通貨を切り替え、6月19日にはイギリスの保護国より独立することとなる。しかしながら、イギリスとの往年の友好関係が消滅したわけではなく、6月25日にはイラクのカースィム首相がクウェート領有を宣言する事態となるとアブドゥッラーはイギリスに軍進駐を依頼し、イギリスも7月1日に軍を進駐させる。
当時、エジプト自由将校団のスエズ戦争での成功により汎アラブ主義が台頭していたアラブ世界ではこの進駐に反発。このために同年7月20日にクウェートがアラブ連盟に加盟すると、アブドゥッラーは8月12日にアラブ連盟安全保障条約に参加し、イギリス軍とアラブ連盟警察軍との交代を発表し、11月8日までに完全に交代させ、1962年にアラブ経済開発クウェート基金を設立した。
1963年1月には立憲君主制及び議会責任内閣制などを規定した憲法を制定し、一院制国会議員選挙を施行。また、弟のサバーハを初代首相に任命した。以後、太子が首相を兼務することが慣例となる。また、同年2月にイラクで軍事クーデターが発生してカースィム首相が処刑されると、10月にイラク新政権と国交を結んだ。1965年にはサウジアラビアとの中立地帯分割協定に調印し、クウェートの独立と外交安定を確保した。
1965年に薨去。首長位は弟のサバーハ3世が継承した。

## 人物
サウジアラビアとの中立地帯において石油利権を獲得したアメリカ合衆国系企業から豪華なヨットを寄贈されるが、それをイラク王族にプレゼントしたという。